# Estats Malais Federats

Mapa el 1922

Els Estats Malais Federats foren un protectorat britànic format l'1 de juliol de 1896 per la federació de quatre dels cinc sultanats malais protegits a la península Malaia que hi havia en aquell moment; els quatre estats eren:
- Negeri Sembilan (al seu torn una federació de petits estats)
- Pahang
- Perak
- Selangor

La federació gaudia de certa autonomia i fou l'embrió de la futura Malàisia. El govern estava en mans d'un resident general dependent de l'Alt Comissionat que era el governador de les Colònies de l'Estret. L'1 de febrer de 1911 el nom es va canviar a Cap Secretari i des de 1936 a Secretari Federal. A final del 1941 i començament del 1942 aquesta federació fou ocupada pels japonesos. El domini japonès va durar fins al 12 de setembre de 1945. Al final de l'ocupació el més vell dels oficials civils, James Calder, va agafar la residència interina al costat de l'administració militar, fins a l'1 d'abril de 1946, quan es va formar la Unió Malaia, amb els antics Estats Malais Federats i els Estats Malais no Federats.

## Llista de Residents generals
- Frank Athelstane Swettenham (Sir el 1897) 1896 - 1901
- Sir William Hood Treacher (actuant per Swettenham) 1897 - 1898
- Sir William Hood Treacher (actuant per Swettenham) 1900 - 1901
- William Hood Treacher 1901 - 1904
- Sir William Thomas Taylor 1905 - 1910
- Sir Edward Lewis Brockman (actuant per Taylor) 1907 - 1908

Reginald George Watson (interí) 1910 - 1911

## Llista de Caps Secretaris
- Arthur Henderson Young 1 de febrer a 2 de setembre de 1911
- Sir Edward Lewis Brockman (abans resident general interí el 1907-08) 1911 - 1920
- Sir Reginald George Watson (actuant per Brockman) 1914 - 1915
- William George Maxwell (el 1924 Sir) 1920 - 1926
- Oswald Francis Gerard Stonor (actuant per Maxwell) 1920 - 1922
- William Peel (el 1928 Sir) 1926 - 1930
- Charles Walter Hamilton Cochrane 1930 - 1932
- Andrew Caldecott 1932 - 1934
- Malcolm Bond Shelley 1934 - 1935

Marcus Rex 1935 - 1936

## Llista de Secretaris Federals
- Christopher Dominic Ahearne 1936 - 1939
- Hugh Fraser 1939 - 1942

## Giovernadors japonesos

### Militars
- Tomoyuki Yamashita 31 de gener de 1942 - 1944
- Comte Hisaichi Terauchi 1944 - 1945
- Seishiro Itagaki 1945

### Civils
- Takanobu Manaki 1942
- Tokugawa Yoshichika 1942 - 1943

## Administrador Militar Britànic
- Louis Francis Mountbatten Duke of Mountbatten 12 de setembre de 1945 - 31 de març de 1946

## Banderes i escut
La bandera fou adoptada el 1903. Les quatre franges horitzontals representaven als quatre estats: Perak (blanc), Selangor (vermell), Negri Sembilan (groc) y Pahang (negre). Una bandera de proa (jack) fou també establerta al mateix temps formada per quatre triangles amb els colors esmentats (blanc sobre, groc sota, vermell al pal i negre al vol). Les dues banderes tenien proporció 1:2 que era la tradicional als dominis britànics.
L'escut és de tipus suís i està format per quatre camps a sobre a l'esquerra plata, a la dreta gules, i a sota a l'esquerra sable i a la dreta daurat. Té per sobre una corona i és sostingut per dos tigres rampants; sota una cinta de plata amb inscripció en malai negra. Imagte a flagspot.net